# Ibn ar-Rāwandī
Ibn ar-Rāwandī, mit vollem Namen Abū l-Hasan Ahmad ibn Yahyā ibn Ishāq ar-Rāwandī (arabisch أبو الحسن أحمد بن يحيى بن إسحاق الراوندي, DMG Abū l-Ḥasan Aḥmad b. Yaḥyā b. Isḥāq ar-Rāwandī) war ein islamischer Theologe des 9. Jahrhunderts, der zunächst zur Muʿtazila gehörte, sich dann aber von deren Lehre abwandte und Werke verfasste, in denen er kritische Einwände nicht nur gegen die muʿtazilitische Theologie, sondern auch gegen den Islam und die Offenbarungsreligionen insgesamt vortrug. Die späteren islamischen Theologen betrachteten ihn als Häretiker. Seine Werke sind nur aus Zitaten in Werken, die zu seiner Widerlegung abgefasst wurden, bekannt.
In der westlichen Forschung wird Ibn ar-Rāwandī heute unterschiedlich bewertet. Während Sarah Stroumsa in ihm einen religionskritischen Freidenker sieht, meint Josef van Ess, dass Ibn ar-Rāwandī sich die in seinen Werken vorgetragenen Thesen nicht „allen Ernstes zu eigen gemacht“ habe, sondern sich nur „einen Spaß daraus gemacht [habe], den selbstzufriedenen Theologen zu zeigen, auf welch unsicherem Boden sie sich bewegten.“

## Leben
Ibn ar-Rāwandīs Lebensdaten sind nicht geklärt, bekannt ist jedoch, dass er aus Chorasan stammte und sich die meiste Zeit in Bagdad aufhielt. Nach seinem Bruch mit der Muʿtazila-Schule wandte er sich zunächst der Schia zu und verkehrte dann in dem Kreis des dem Manichäismus nahestehenden Denkers Abū ʿĪsā al-Warrāq. Er verließ Bagdad, wohl um einer Verfolgung zu entgehen.

## Werke

### Das „Buch des Smaragds“
Von Ibn ar-Rāwandīs Büchern hat vor allem das „Buch des Smaragds“ (Kitāb az-Zumurrud) größere Bekanntheit erlangt, in dem seine rationalistische und religionskritische Position besonders heftig zum Ausdruck kommt. Ibn ar-Rāwandī negierte in diesem Buch die Existenz prophetischer Offenbarung und 
rührte damit an einem Grundpfeiler des Islams. Paul Kraus hat dieses Werk aus Zitaten in der älteren Literatur rekonstruiert. Die meisten Textstellen aus dieser Schrift entdeckte er in der Predigtsammlung von al-Muʾaiyad fī d-Dīn asch-Schīrāzī, dem obersten Führer der ismailitischen Daʿwa zur Zeit des fatimidischen Kalifen al-Mustansir. Dessen Schriften traten zu Anfang des 20. Jahrhunderts in einer indischen Privatbibliothek zutage. Weitere Zitate fand Kraus bei den Gelehrten Ibn al-Dschauzī und Abū l-Husain al-Chayyāt.
Aus diesen Fragmenten versuchte Kraus die ursprüngliche Komposition der Schrift zu erschließen, wobei er zu folgendem Ergebnis kam: das Buch war in drei Hauptteile gegliedert, wovon der erste den Primat der Vernunft vor der Offenbarung herausstellen sollte. Im zweiten wurde Kritik am Islam vorgebracht. Ein dritter Teil, der die These vom ursprünglichen der die These vom prophetischen Ursprung der menschlichen Begabungen widerlegen sollte, schloss das Buch ab. Die Gedanken werden in der Form von Rede und Gegenrede zwischen Vertretern der Brahmanen und der Muslime vorgebracht.
Gegen die Offenbarungsreligionen ganz allgemein war wohl die im ersten Teil vorgebrachte Aussage über die Propheten gerichtet, wo es heißt: 

„Es steht fest, dass die Vernunft die größte Wohltat Gottes ist. Wenn daher der Gesandte gekommen ist, um das Urteil über Gut und Böse, die Verpflichtung und das Verbot, die schon an und für sich in der Vernunft gegeben sind, zu bestätigen, so sind wir dessen ledig, uns um seine Autorität zu kümmern und seiner Mission Folge zu leisten. Denn durch das, was in der Vernunft gegeben ist, können wir jenes entbehren.“

Der Ausgangspunkt der Ausführungen Ibn ar-Rāwandīs ist also die menschliche Vernunft, an deren Maßstab die Offenbarung gemessen und anschließend für überflüssig erklärt wird.
Im dritten Teil des Buches geht Ibn ar-Rāwandī gegen die verbreitete Auffassung an, dass die Menschen Musik, Astronomie und Sprachen von Gott über die Propheten durch übermenschliche Belehrung empfangen haben. Am blasphemischsten hat auf rechtgläubige Muslime wahrscheinlich der zweite Teil gewirkt, in dem Ibn ar-Rāwandī zu scharfen Angriffen gegen die islamischen Kultvorschriften und die Lehre von Mohammeds Wundern ausholt. Diese Wunder galten schon frühzeitig als ein wichtiger Beweis seiner Prophetie und standen gerade in der ersten Hälfte des 9. Jahrhunderts im Mittelpunkt der theologischen Diskussion. So fragt Ibn ar-Rāwandī zum Beispiel, wo denn die Engel am Tag der Schlacht von Uhud geblieben seien, als Mohammed halbtot, bedeckt von Erschlagenen, dalag, und warum sie ihm in dieser Situation nicht zu Hilfe kamen. Auch den Koran kritisierte Ibn ar-Rāwandī und erklärte, die Sprache altarabischer Dichter stehe höher als die seinige. Er ging sogar so weit, zu behaupten, es seien Sprachfehler im Koran. Im gleichen Teil bemängelt Ibn ar-Rāwandī auch die islamische Überlieferungstradition und den Idschmāʿ (Konsens der Gemeinde) und spricht ihnen jeglichen Wert für die Rechtsfindung ab. Er führt sie durch den Hinweis ad absurdum, dass die in einer religiösen Frage oder in einer Überlieferung übereinstimmenden Muslime nur eine verächtlich kleine Schar seien im Vergleich zu der Gesamtheit der anderen Religionsgemeinschaften.
Ibn ar-Rāwandī soll sein Buch deswegen „Buch des Smaragds“ genannt haben, weil der Smaragd die Eigenschaft haben soll, dass die Ottern und alle übrigen Schlangen, wenn sie ihn sehen, blind werden. Seine Absicht, so wird von ihm überliefert, sei es gewesen, mit seinen Zweifeln, die er in seinem Buch niedergelegt habe, die Argumente seiner Gegner auf die gleiche Weise blind zu machen.
Auch wenn die scharfe Kritik des Ibn ar-Rāwandī in einigen Punkten Parallelen zu der Haltung anderer Muʿtaziliten aufweist, so erregte er doch damit großes Aufsehen bei seinen Zeitgenossen und auch bei den folgenden Generationen. Dies lässt sich besonders deutlich an der Zahl der gegen ihn gerichteten Widerlegungsschriften ablesen. Kraus zählt insgesamt 14 Autoren, die gegen ihn schriftlich polemisiert haben, darunter solch namhafte Gelehrte wie al-Kindī, Abū l-Hasan al-Aschʿarī, al-Farabi und Alhazen.
Das Bild, das Paul Kraus anhand der von ihm edierten Zumurrud-Fragmente von Ibn ar-Rāwandī gezeichnet hat, wurde später von Josef van Ess in Frage gestellt. Er hatte andere Ibn-ar-Rāwandī-Zitate bei Abu Mansur al-Maturidi und Qādī ʿAbd al-Dschabbār gefunden, in denen Ibn-ar-Rāwandī als Verteidiger der Prophetie erscheint. Hieraus schloss er, dass auch im Zumurrud-Buch nicht die Aussagen der prophetiefeindlichen Brahmanen Ibn ar-Rāwandī zugerechnet werden müssen, sondern diejenigen der Muslime, die die Prophetie verteidigen. Allerdings hat er sich mit dieser Sichtweise auf Ibn ar-Rāwandī in der Wissenschaft bisher nicht durchgesetzt. Sarah Stroumsa, Daniel de Smet und Ilkka Lindstedt, die sich in den letzten Jahren mit Ibn ar-Rāwandī beschäftigt haben, halten weiter daran fest, dass er ein anti-religiöser Freidenker war.

### Das „Buch der Krone“
Ein weiteres Werk Ibn ar-Rāwandīs war das "Buch der Krone" (Kitāb at-Tāǧ). Darin kritisierte er den Gottesbeweis des Muʿtaziliten Abū l-Hudhail, der von der Vergänglichkeit der Akzidentien auf die Notwendigkeit der Existenz Gottes geschlossen hatte. Hiergegen wandte Ibn ar-Rāwandī ein, dass die Vergänglichkeit der Akzidenzien nicht unbedingt die Vergänglichkeit der Körper einschließe, vielmehr gäbe es gute Gründe, die für die Ewigkeit der Körper sprächen, denn aus nichts könne auch nichts hervorgehen. Dies hat Ibn ar-Rāwandī später den Ruf eingetragen, die ketzerische Lehre von der "Ewigkeit der Welt" (qidam al-ʿālam) zu vertreten.

## Trivia
Ibn ar-Rāwandī und seine Lehren spielen eine Rolle in dem Roman von Agnes Imhof: Das Buch des Smaragdes. Piper, München 2006.

## Belege
1. ↑  Vgl. van Ess TuG IV 336.
2. ↑  Vgl. van Ess TuG IV 343.
3. ↑  Vgl. van Ess TuG IV 295-300.
4. ↑  Vgl. dazu Stroumsa 40-46.
5. ↑  Kraus 111 unter Punkt 3.
6. ↑  Vgl. Kraus 116.
7. ↑  Vgl. Kraus 124.
8. ↑  Vgl. Kraus 116, Punkt 13.
9. ↑  Vgl. Kraus 119.
10. ↑  Vgl. Kraus 115, Punkt 12.
11. ↑  Vgl. Kraus 119, Punkt 21.
12. ↑  S. 360ff.
13. ↑  Vgl. van Ess 315-335.
14. ↑  Vgl. van Ess TuG IV 335f.

| Personendaten    | Personendaten                                                                                         |
| ---------------- | --- |
| NAME             | Ibn ar-Rāwandī                                                                                        |
| ALTERNATIVNAMEN  | Abū l-Hasan Ahmad ibn Yahyā ibn Ishāq ar-Rāwandī; أبو الحسن أحمد بن يحيى بن إسحاق الراوندي (arabisch) |
| KURZBESCHREIBUNG | Häretiker und Kritiker des Islam                                                                      |
| GEBURTSDATUM     | um 825                                                                                                |
| GEBURTSORT       | Chorasan                                                                                              |
| STERBEDATUM      | 9. Jahrhundert oder 10. Jahrhundert                                                                   |